# Gus Schilling
August E. "Gus" Schilling (New York, 20 juni 1908 - Hollywood, 16 juni 1957) was een Amerikaans komisch acteur, die meestal gejaagde, nerveuze types speelde. In het begin van zijn carrière speelde hij in de revue, later werkte hij ook bij de film.
Gus Schilling speelde succesvol in revues, musicals en vaudeville toen hij in de jaren dertig lid werd van het Mercury Theatre van Orson Welles. Hij was te horen in de radioshows van het theatergezelschap en had rollen in veel van Welles' films, waaronder Citizen Kane (1941) en The Lady from Shanghai (1947). Hij was ook te zien in andere grote films, waaronder Hellzapoppin' (1941) en Rebel Without a Cause (1955), meestal in kleine rolletjes. 
In de jaren veertig maakte hij samen met Richard Lane een reeks van korte komische films voor Columbia Pictures. In deze filmpjes zat een regelmatig terugkerende grap, waarbij vanuit het niets een vrouw verscheen, stopte, Schilling in het gezicht sloeg en schreeuwde "How dare you look like someone I hate?!" ("Hoe durf je te lijken op iemand die ik haat?").
Schilling stierf op 49-jarige leeftijd aan een hartaanval.
- Library of Congress Control Number: no90006721
- Nationale Bibliotheek van Israël: 987007349705605171
- Virtual International Authority File: 68488199
- WorldCat: E39PBJm4ThkQQqdxFWryTmqJDq